# Troll (gisement)
Pour les articles homonymes, voir Troll (homonymie).
Le gisement Troll est le principal gisement de gaz norvégien, découvert en 1979 dans la région centre-est de la mer du Nord.

## Histoire
Il se compose de deux réservoirs structurellement distincts, mais en communication. Troll Øst, le plus grand réservoir et le premier découvert, contenait initialement des réserves de gaz de 1 300 Gm3 environ, ce qui en fait le deuxième gisement de gaz d'Europe occidentale après Groningue. Troll Vest possède des quantités de gaz moindres. Les deux réservoirs présentent une fine colonne de pétrole : de 12 à 14 mètres pour Øst, de 22 à 27 mètres pour Vest. À l'époque où le gisement a été découvert, ces colonnes de pétrole paraissaient trop fines pour être exploitées, et Troll était considéré comme un gisement de gaz uniquement.
Cependant, avec l'arrivée des forages horizontaux multibranches, il devint possible d'exploiter le pétrole de Vest. Ainsi, deux projets entrèrent en production en 1995 et 1996 (une dizaine d'années après leur approbation) : Troll Phase I, qui exploite le gaz de la partie Est, et Troll Phase II, pour le pétrole de la partie Ouest. 
Lorsqu'un gisement contient pétrole et gaz, dépressuriser la colonne de gaz compromet la récupération du pétrole. Pour cette raison, le gaz de Vest n'est pas exploité en 2012, et celui produit en association avec le pétrole est réinjecté. Comme les deux réservoirs communiquent, les responsables du projet ont été obligés d'accélérer autant que possible l'extraction du pétrole de Vest, et de modérer quelque peu la production de gaz. Pour la même raison, le pétrole de Øst est probablement perdu à jamais.
La production de pétrole de Troll dépassa les 250 kbbl/j entre 2001 et 2004. Néanmoins, cela reflétait un rythme d'exploitation très rapide, et la production est rapidement entrée en déclin : les derniers chiffres du NPD (directoire du pétrole norvégien) montrent que la production diminue de 15 à 20 % par an depuis 2003. Elle est tombée à la moitié de son sommet en 2002. L'histoire de Troll comme gisement de pétrole aura donc été remarquable, mais éphémère.
À l'inverse, pour le gaz, 200 Gm3 ont été extraits. Le rythme de production actuel est de 26 Gm3 par an (5 % du gaz consommé par l'Union européenne, et environ le tiers de la production du pays). Le gisement est donc en mesure de produire au rythme actuel jusqu'en 2040 au moins, suivi d'une ou deux décennies de production moindre. Il sera donc encore en production, alors que la grande majorité des gisements de la mer du Nord seront abandonnés depuis longtemps. Il est possible néanmoins que la production soit accrue, au détriment de la durée de vie du gisement. 
En termes de production journalière, Troll est en 2006 le plus grand gisement de gaz offshore du monde, mais North Dome le dépassera bientôt.

## Plateformes d'extraction
La plateforme Troll A située sur ce gisement est l'une des constructions les plus complexes de l'histoire[réf. nécessaire].

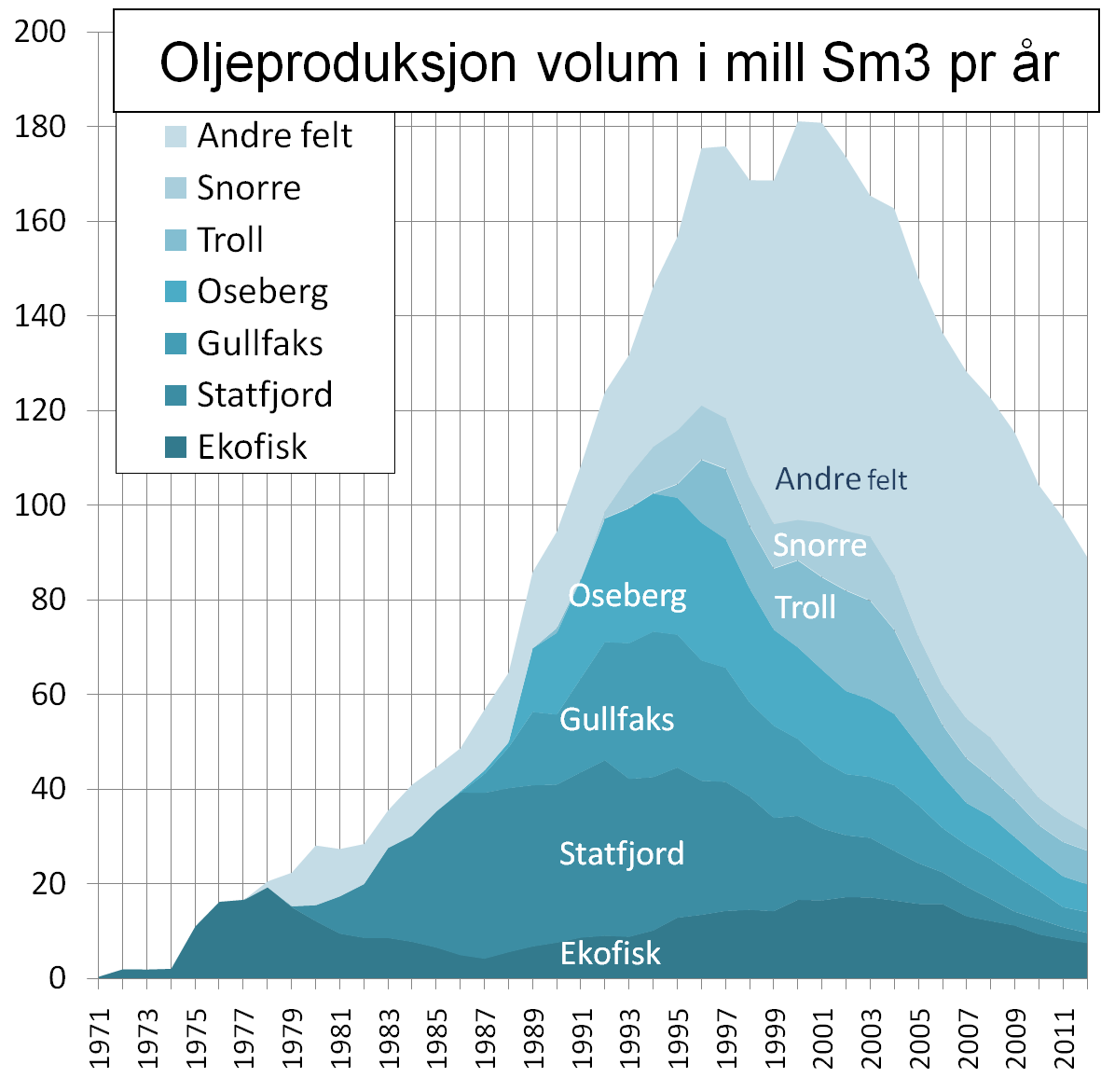
Production de la mer du Nord entre 1971 et 2012